# Buros
Buros is een gemeente in het Franse departement Pyrénées-Atlantiques (regio Nouvelle-Aquitaine). De plaats maakt deel uit van het arrondissement Pau. Buros telde op 1 januari 2022 1.988 inwoners.

## Geografie
De oppervlakte van Buros bedroeg op 1 januari 2022 13,81 vierkante kilometer; de bevolkingsdichtheid was toen 144 inwoners per km².

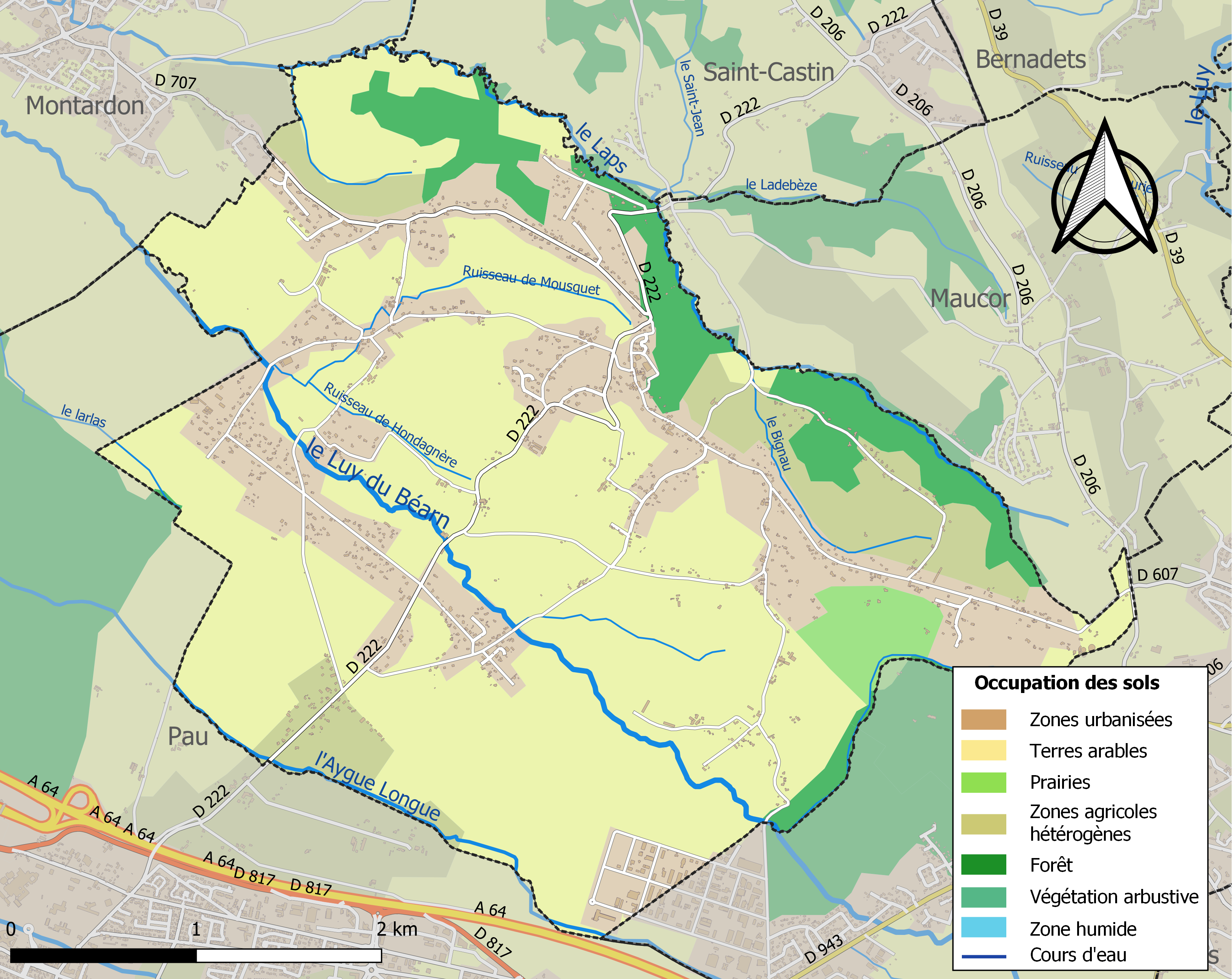
Kaart van de gemeente met belangrijkste infrastructuur, bodemgebruik en omliggende gemeenten

## Demografie
Onderstaande figuur toont het verloop van het inwonertal (bron: INSEE-tellingen).